# Száraz hőmérséklet
A száraz hőmérséklet a levegőnek szabadon kitett, de sugárzástól és nedvességtől védett hőmérővel mért hőmérséklet. 
A száraz hőmérséklet az a hőmérséklet, amelyet általában „a levegő hőmérsékletének” nevezünk és ez a valódi termodinamikai hőmérséklettel egyezik meg.
Az értéke a levegőben lévő hőmennyiséget jelzi, és egyenesen arányos a levegőmolekulák átlagos mozgási energiájával. A hőmérsékletet általában Celsius-fokban (°C), kelvinben (K) vagy Fahrenheit-fokban (°F) adjuk meg.
A nedves hőmérséklettel ellentétben a száraz hőmérséklet nem jelzi a levegőben lévő nedvesség mennyiségét. Az építőiparban fontos szempont, amikor egy épületet egy adott éghajlatra terveznek.